# Gymnasium Gaimersheim

Luftbild (2022)

Das Gymnasium Gaimersheim (GG) ist ein allgemeinbildendes, staatliches Gymnasium mit sprachlichem und naturwissenschaftlich-technologischem Zweig in Gaimersheim in Oberbayern.

## Schulträger
Träger ist der Zweckverband Gymnasium Gaimersheim mit dem Landkreis Eichstätt und der Stadt Ingolstadt als Mitglieder. Verbandsvorsitzender ist der Eichstätter Landrat und stellvertretender Verbandsvorsitzender ist der Ingolstädter Oberbürgermeister. Von den vier Verbandsräten werden drei von Eichstätt entsandt und einer von Ingolstadt.

## Geschichte
Im Sommer 2007 beschlossen der Landkreis Eichstätt und die Stadt Ingolstadt die Errichtung eines neuen Gymnasiums und die Gründung eines Zweckverbandes. Am 6. Mai 2008 wurde der Verband mit der Veröffentlichung der Satzung gegründet.
Dem Bau voraus ging 2008 ein Architekturwettbewerb. Gewinner aus 377 Einreichungen war ein Entwurf der Architekten Stefanie Fuchs und Arnd Rudolph vom Architekturbüro Fuchs und Rudolph.
Der Markt Gaimersheim stellte das Baugrundstück zur Verfügung und bezahlte dessen Erschließung. Am 25. März 2009 begann die Stadt mit dem Neubau; im Herbst desselben Jahres (18. September) wurde im Rohbau ein symbolischer Grundstein gelegt. Das Bauwerk wurde auf vier Züge und acht Jahrgangsstufen ausgelegt. Zum Schuljahr 2010/2011 wurde der Betrieb des neuen Schulgebäudes mit 107 Räumen auf drei Stockwerken aufgenommen.
Bei Grabungen auf der Südseite des Hochholzer Berges, wo heute das Gymnasium steht, wurde das ca. 2400 Jahre alte Grab einer Frau aus der Zeit der Kelten gefunden. Der wertvolle Fund ist Teil einer kleineren Ansiedlung aus der späten Eisenzeit. Wo weitere Dinge gefunden wurden, zeigt ein Tetraeder des Künstlers Josef Friedler im westlichen Innenhof der Schule. Gefunden wurden unter anderem Pfeilspitzen und ein eisernes Zaumzeug.
Von 4. November 2015 bis Januar 2016 waren zunächst 200, später lediglich 50 Asylanwärter in der Schulturnhalle untergebracht. Anschließend wurde das Dach der erst fünf Jahre alten Turnhalle wegen Korrosionsschäden repariert. Ursache hierfür war ein „Fabrikationsfehler beim Produzenten eines Abdichtungselements“, der Rostflecken an der Tragschale des Daches verursachte.
Im Sommer 2017 wurde der erste Abiturjahrgang in seiner Geschichte verabschiedet.
Der Zweckverband beschloss am 11. Januar 2023 einstimmig eine Erweiterung auf ein fünfzügiges Gymnasium zum Schuljahr 2025/26 zur Entlastung der Ingolstädter Gymnasien mit ihren steigenden Schülerzahlen sowie aufgrund der zusätzlichen Jahrgangsstufe durch die Umstellung auf G9. Der Zeitplan sah die Inbetriebnahme des Erweiterungsbaus zum Schuljahr 2027/28 vor.

## Ausstattung
Zur Ausstattung gehört eine Dreifach-Turnhalle und ein weitläufig angelegter Sportplatz.
Jedes Unterrichtszimmer ist mit einem interaktiven Whiteboard, einem PC und einer Dokumentenkamera ausgestattet.
Die Schule ist auf Ganztagsbetrieb ausgelegt und hat eine eigene Mensa sowie einen Schulgarten.

## Bekannte Lehrer
- Hans-Peter Schneider (* 1981), Autor
- Katja Ulbrich (* 1988), Inline-Speedskaterin